# São Francisco de Sales (ort)
São Francisco de Sales är en ort i Brasilien.   Den ligger i kommunen São Francisco de Sales och delstaten Minas Gerais, i den sydöstra delen av landet, 500 km söder om huvudstaden Brasília. São Francisco de Sales ligger 414 meter över havet och antalet invånare är 5 800.
Terrängen runt São Francisco de Sales är platt. Närmaste större samhälle är Riolândia, 16,3 km sydost om São Francisco de Sales.
Omgivningarna runt São Francisco de Sales är en mosaik av jordbruksmark och naturlig växtlighet. Runt São Francisco de Sales är det glesbefolkat, med 12 invånare per kvadratkilometer.